# Amiblu

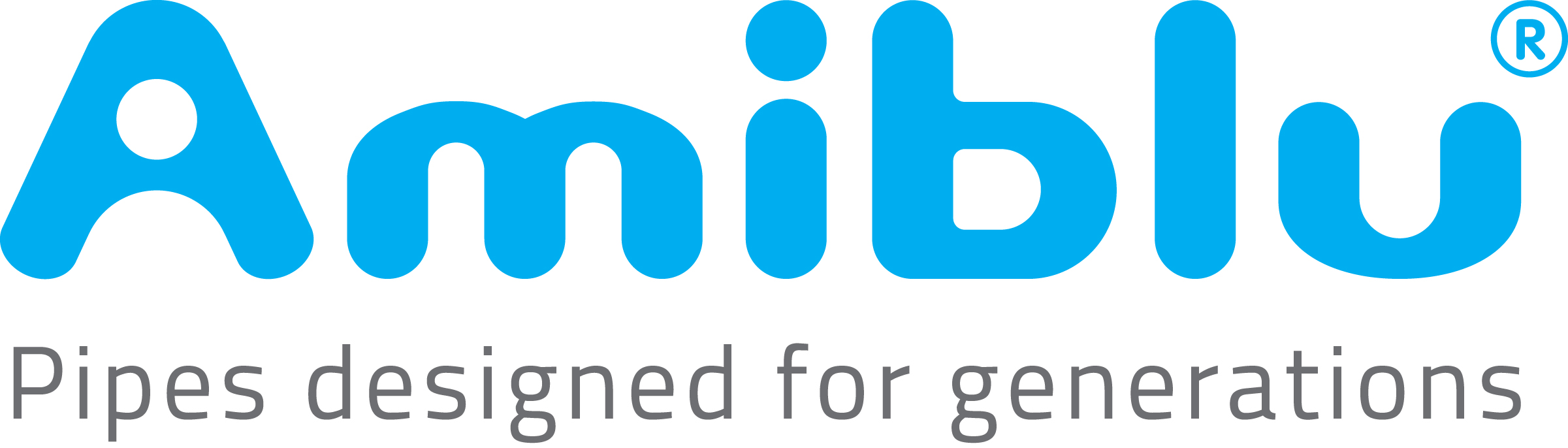
Logo Amiblu

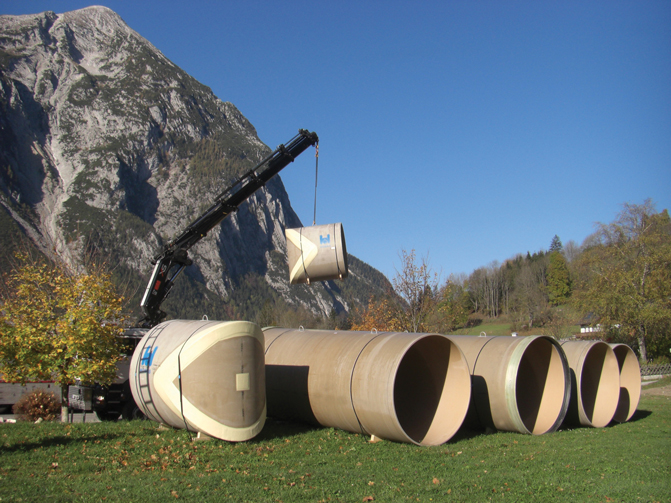
Trinkwasserleitung in Pürgg, Österreich

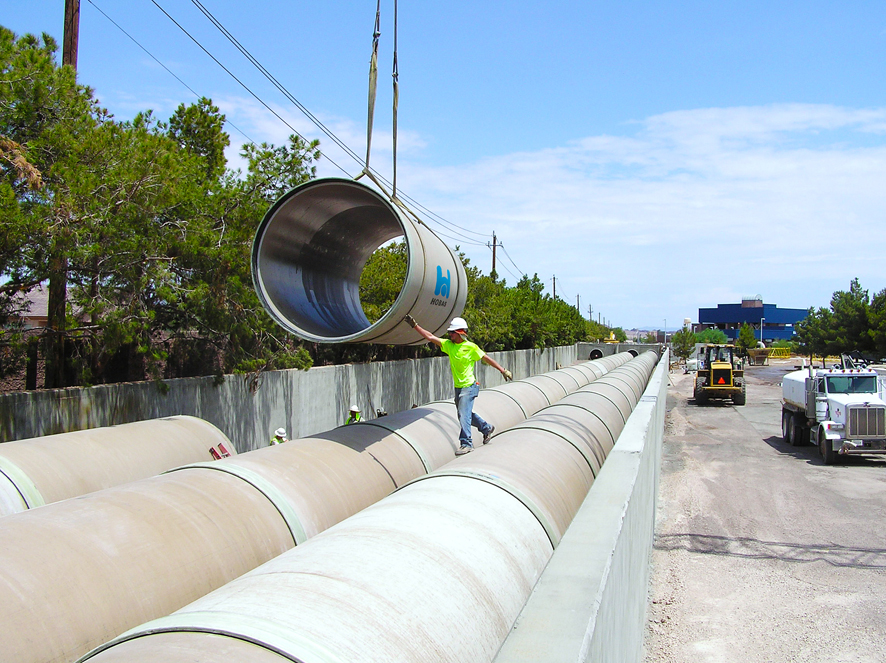
Hobas Pipe in Las Vegas, USA

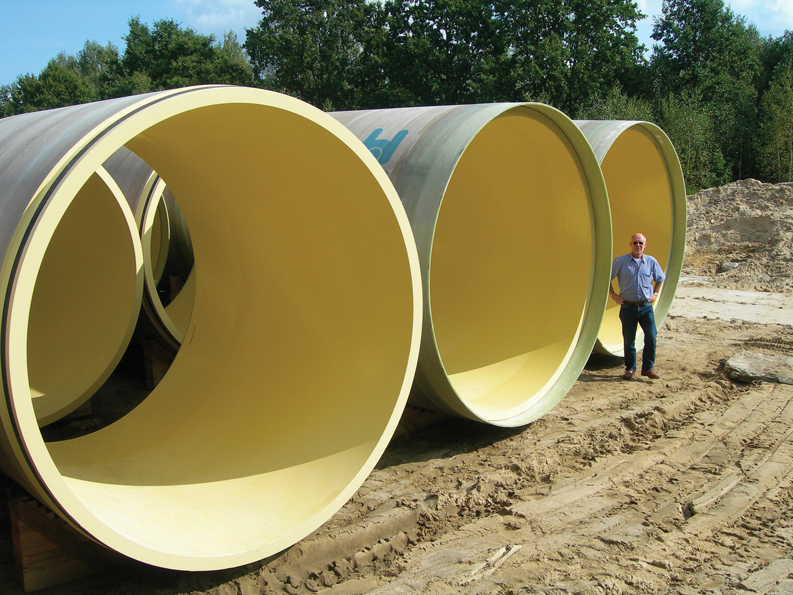
Hobas-3-m-Rohre

Die Amiblu Holding GmbH mit Sitz in Klagenfurt ist ein Hersteller von glasfaserverstärkten Kunststoffrohren; das Unternehmen ist 2017 aus einer Fusion von Hobas Europe (Teil des österreichischen Mischkonzerns Wietersdorfer) und Amiantit Europe (Teil der saudischen Amiantit Gruppe) hervorgegangen. Zusammen mit der Zentrale in Klagenfurt betreibt Amiblu Produktionsstätten in Deutschland, Spanien, Polen, Rumänien, Australien und Marokko. Amiblu beschäftigt rund 1800 Mitarbeiter. Das Forschungs- und Entwicklungszentrum in Norwegen ist ein offiziell akkreditiertes Prüflabor für GFK-Rohre.

## Produkte
Amiblu produziert glasfaserverstärkte Kunststoffrohre mit Hilfe zweier Verfahren: Schleuder- und Wickelverfahren. Durch diese beiden Verfahren können nicht nur kreisrunde, sondern auch nicht-kreisrunde (non circular, NC) Rohre, Formteile, Schächte, Behälter und Zubehör wie beispielsweise Kupplungen aus glasfaserverstärkten Kunststoff hergestellt werden. Die Produkte finden Einsatz als Trinkwasser-, Abwasser-, Be- und Entwässerungsleitungen, als Wasserkraftwerks-, Schutz- und Lüftungsleitungen; sie werden im Schachtbau, Hochwasserschutz und in verschiedenen industriellen Applikationen verwendet. Verlegt werden können die Rohre im offenen Graben, grabenlos durch Vortrieb oder Relining, oberirdisch und im Wasser (Süß- oder Salzwasser).

## Unternehmensgeschichte
In den 1950er Jahren suchte man in der Basler Stückfärberei nach einer Alternative zum traditionellen Färben von Stoffen. Gesplitterte und verfärbte Holzzylinder, um die die Stoffe gewickelt wurden, gefährdeten die Textilien. Entwickelt wurde ein Schleuderprozess für GFK, der bis dato hauptsächlich im Automobil-, Flugzeug- und Schiffbau eingesetzt wurde. Aufgrund der Korrosions- und Chemikalienbeständigkeit eignete sich das Material optimal für die gestellten Anforderungen. Schnell wurde erkannt, dass die Vorteile auch bei weiteren Anwendungen nützlich sein könnten, wie den Transport für Wasser. So entstand das Patent für geschleuderte GFK-Rohrsysteme.
1957 wurde daraufhin das Unternehmen Hobas in Basel gegründet, 1977 erwarb die Wietersdorfer Gruppe die Lizenz für die Rohrproduktion in Österreich und war ab dem Jahr 1984 zu 50 % an Hobas beteiligt. Seit 2011 ist Hobas im vollständigen Besitz der Wietersdorfer Gruppe.
2016 verkündeten Wietersdorfer (Inhaber der Hobas Gruppe) und Amiantit Europe die Absicht eines Zusammenschlusses ihrer europäischen Aktivitäten.
Amiblu wurde 2017 gegründet und vertreibt auch die Hobas Produkttechnologie; die beiden Aktionäre halten jeweils 50 % an der neu gegründeten Amiblu-Gruppe.

## Hobas Schleuderprozess und chemische Zusammensetzung
Die Produkte bestehen im Wesentlichen aus ungesättigten Polyesterharzen (UP), geschnittenen Glasfasern (GF) und mineralischen Verstärkungsstoffen. In einer rotierenden Matrize wird das Rohr von außen nach innen aufgebaut. Nachdem das gesamte Material in die Matrize eingebracht wurde, wird die Rotationsgeschwindigkeit erhöht, wodurch die Rohstoffe mit einer Beschleunigung von bis zu 75 g (75-fache Erdbeschleunigung) gegen die Matrizenwand gepresst, entgast, verdichtet und ausgehärtet werden. Dieser Prozess ermöglicht es, die Wanddicke bei hoher Längsdruckfestigkeit durchgehend gleichmäßig zu gestalten. Die dreidimensionale chemische Verbindung des Harzes verhindert eine Verformung (Duroplast).